# Christopher Cross (album)
Christopher Cross este primul album al artistului Christopher Cross, lansat în decembrie 1979. Înregistrat la mijlocul anului 1979, a fost unul dintre primele albume înregistrate digital, utilizând 3M Digital Recording System (română Sistemul Digital de Înregistrare 3M). În 1981, a câștigat Premiul Grammy pentru cel mai bun album al anului, reușind această performanță în fața albumului lui Pink Floyd, The Wall. A fost unul din albumele soft rock cu o mare influență asupra muzicii anilor '80.

## Lista melodiilor
Toate cântecele sunt compuse de Christopher Cross.
1. "Say You'll Be Mine" – 2:53
2. "I Really Don't Know Anymore" – 3:49
3. "Spinning" (duet cu Valerie Carter) – 3:59
4. "Never Be the Same" – 4:40
5. "Poor Shirley" – 4:20
6. "Ride Like the Wind" – 4:30
7. "The Light Is On" – 4:07
8. "Sailing" – 4:14
9. "Minstrel Gigolo" – 6:00

## Personal
- Larry Carlton - chitară
- Valerie Carter - voce, backing vocal
- Lenny Castro - percuție
- Christopher Cross - chitara, voce
- Assa Drori - maestru de concert
- Victor Feldman - percuție
- Chuck Findley - trompetă
- Jay Graydon - chitara
- Don Henley - voce, voce de fundal
- Jim Horn - saxofon
- Eric Johnson - chitară
- Jackie Kelso - saxofon
- Nicolette Larson - voce, voce de fundal
- Myrna Matthews - voce, voce de fundal
- Marty McCall - voce
- Lew McCreary - trombon
- Michael McDonald - voce, voce de fundal
- Rob Meurer - sintetizator, clape
- Michael Omartian - sintetizator, clape, voce, voce de fundal
- Stormie Omartian - voce, voce de fundal
- Tomás Ramírez - saxofon
- Don Roberts - saxofon
- Andy Salmon - chitară bas
- J. D. Souther - voce, voce de fundal
- Tommy Taylor - baterie

## Producție
- Producător: Michael Omartian
- Inginer: Chet Himes
- Aranjatori: Christopher Cross, Michael Omartian

## Clasamente și certificări
| An   | Clasament  | Poziție |
| ---- | ---------- | ------- |
| 1980 | Albume pop | 6       |

| An   | Single               | Clasament           | Poziție |
| ---- | -------------------- | ------------------- | ------- |
| 1980 | "Ride Like the Wind" | Single-uri pop      | 2       |
| 1980 | "Sailing"            | Single-uri pop      | 1       |
| 1980 | "Never Be the Same"  | Muzică contemporană | 1       |
| 1980 | "Never Be the Same"  | Single-uri pop      | 15      |
| 1981 | "Say You'll Be Mine" | Single-uri pop      | 20      |

| Regiune                                            | Certificări | Vânzări    |
| -------------------------------------------------- | ----------- | ---------- |
| Italia (FIMI)                                      | Gold        | 200,000    |
| Regatul Unit (BPI)                                 | Platinum    | 300.000^   |
| Statele Unite (RIAA)                               | 5× Platinum | 5.000.000^ |
| ^cifrele cargo sunt bazate pe un singur certificat |             |            |

## Premii
Premiile Grammy
| An   | Câștigător        | Categorie                                                   |
| ---- | ----------------- | ----------------------------------------------------------- |
| 1980 | Christopher Cross | Cel mai bun album                                           |
| 1980 | "Sailing"         | Cel mai bun aranjament instrumental acompaniat de vocaliști |
| 1980 | "Sailing"         | Înregistrarea anului                                        |
| 1980 | "Sailing"         | Cântecul anului                                             |
|      | Christopher Cross | Cel mai bun artist debutant                                 |